# Arico
Arico ist eine Gemeinde (municipio) im Südosten der Kanarischen Insel Teneriffas mit 9.120 Einwohnern (Stand: 2024). Sie ist mit der Hauptstadt Santa Cruz de Tenerife über die Südautobahn TF-1 und über die alte Straße Santa Cruz de Tenerife – Adeje verbunden. Die Küstenlänge beträgt 17 km. Nachbargemeinden sind Fasnia im Norden, Granadilla de Abona in Süd und Südwesten und La Orotava im Nordwesten. Sitz der Gemeindeverwaltung ist Villa de Arico.
Weitere Orte sind: Arico Nuevo, Arico Viejo, Abades, La Jaca, La Listada und Poris de Abona.
Die Gemeinde Arico hat eine Ausdehnung von 179,16 km² mit einem Höhenunterschied von 0 bis 2529 m Meereshöhe. Höchster Berg ist die Montaña de la Grieta.

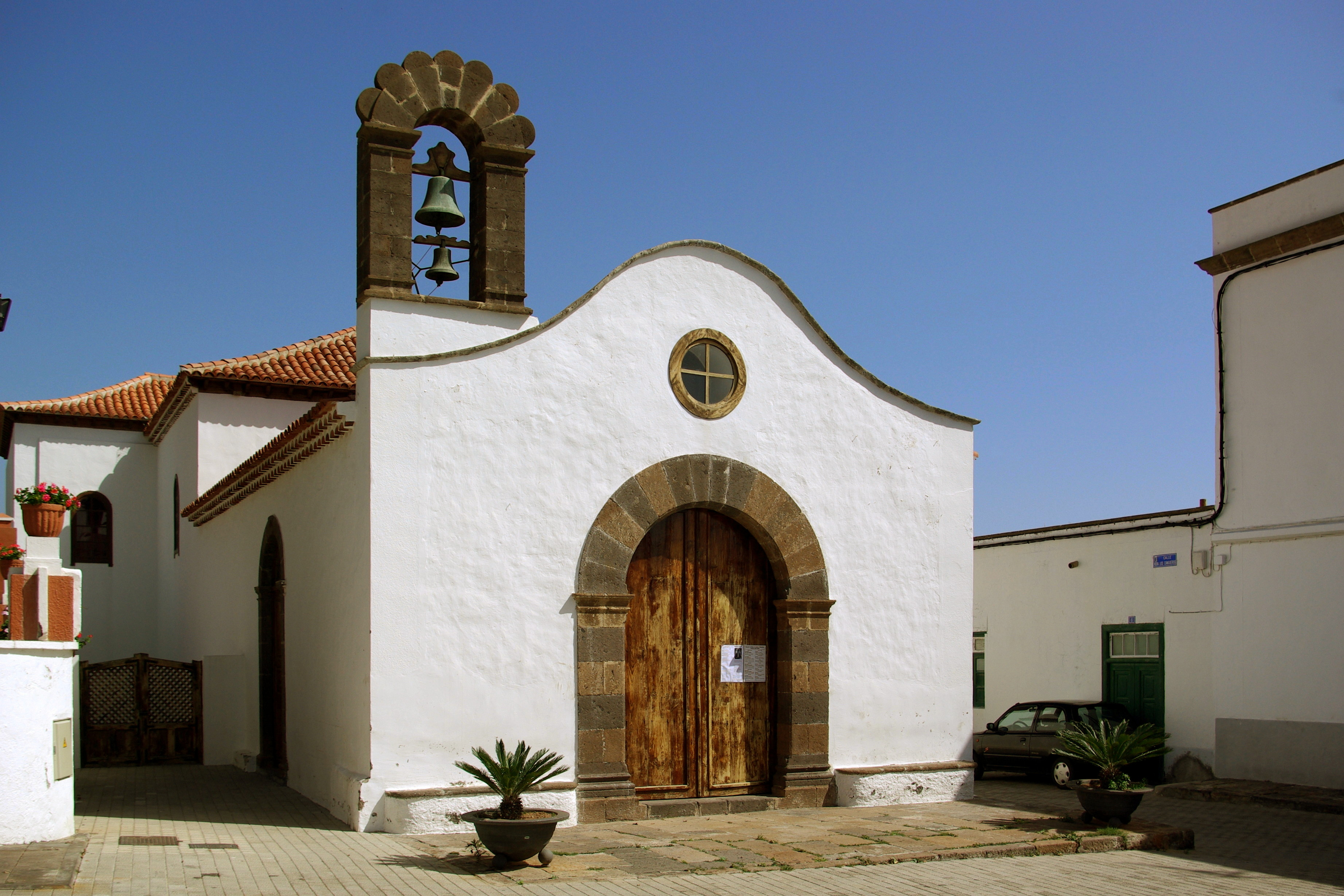
Arico Nuevo
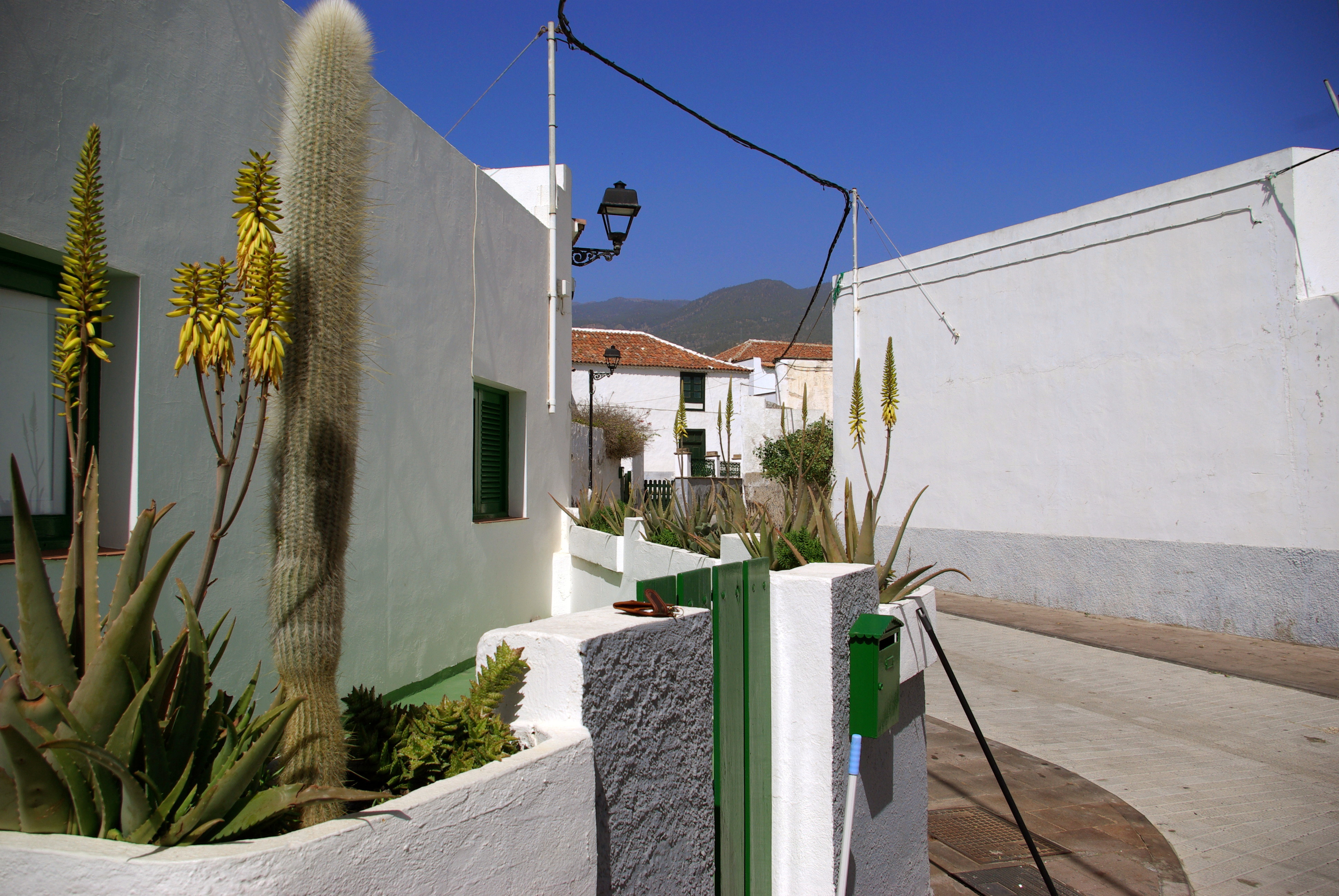
Arico Nuevo

## Einwohner
| Jahr | Einwohner | Bevölkerungsdichte |
| ---- | --------- | ------------------ |
| 1991 | 4.567     | -                  |
| 1996 | 5.064     | -                  |
| 2001 | 5.824     | 32,5 Ew./km²       |
| 2002 | 6.653     | -                  |
| 2003 | 6.928     | 38,8 Ew./km²       |
| 2004 | 7.005     | 39,1 Ew./km²       |
| 2005 | 7.159     | 40,0 Ew./km²       |
| 2006 | 7.104     | 39,7 Ew./km²       |
| 2007 | 7.565     | 42,2 Ew./km²       |
| 2014 | 7.670     | 42,8 Ew./km²       |